# Contea di Clay (Texas)
La contea di Clay (in inglese Clay County) è una contea dello Stato USA del Texas. Il nome le è stato dato in onore di Henry Clay, famoso statista statunitense. Al censimento del 2000 la popolazione era di 11.006 abitanti. Il suo capoluogo è Henrietta.

## Geografia fisica
Lo United States Census Bureau certifica che l'estensione della contea è di 2.891 km², di cui 2.843 km² composti da terra e 48 km² composti di acqua.

## Infrastrutture e trasporti

### Strade
- U.S. Highway 82
- U.S. Highway 287
- State Highway 79 (Texas)
- State Highway 148 (Texas)

## Contee confinanti
- Contea di Jefferson (Oklahoma) - nord
- Contea di Montague (Texas) - est
- Contea di Jack (Texas) - sud
- Contea di Wichita (Texas) - ovest
- Contea di Archer (Texas) - ovest
- Contea di Cotton (Oklahoma) - nord-ovest

## Storia
La Contea di Clay venne costituita nel 1873.

## Città
- Bellevue (Texas)
- Bluegrove
- Buffalo Springs
- Byers
- Charlie
- Dean (Texas)
- Halsell
- Henrietta
- Hurnville
- Jolly
- Joy
- Petrolia
- Scotland[2]
- Shannon
- Stanfield
- Thornberry
- Vashti